# دابو، استرالیا

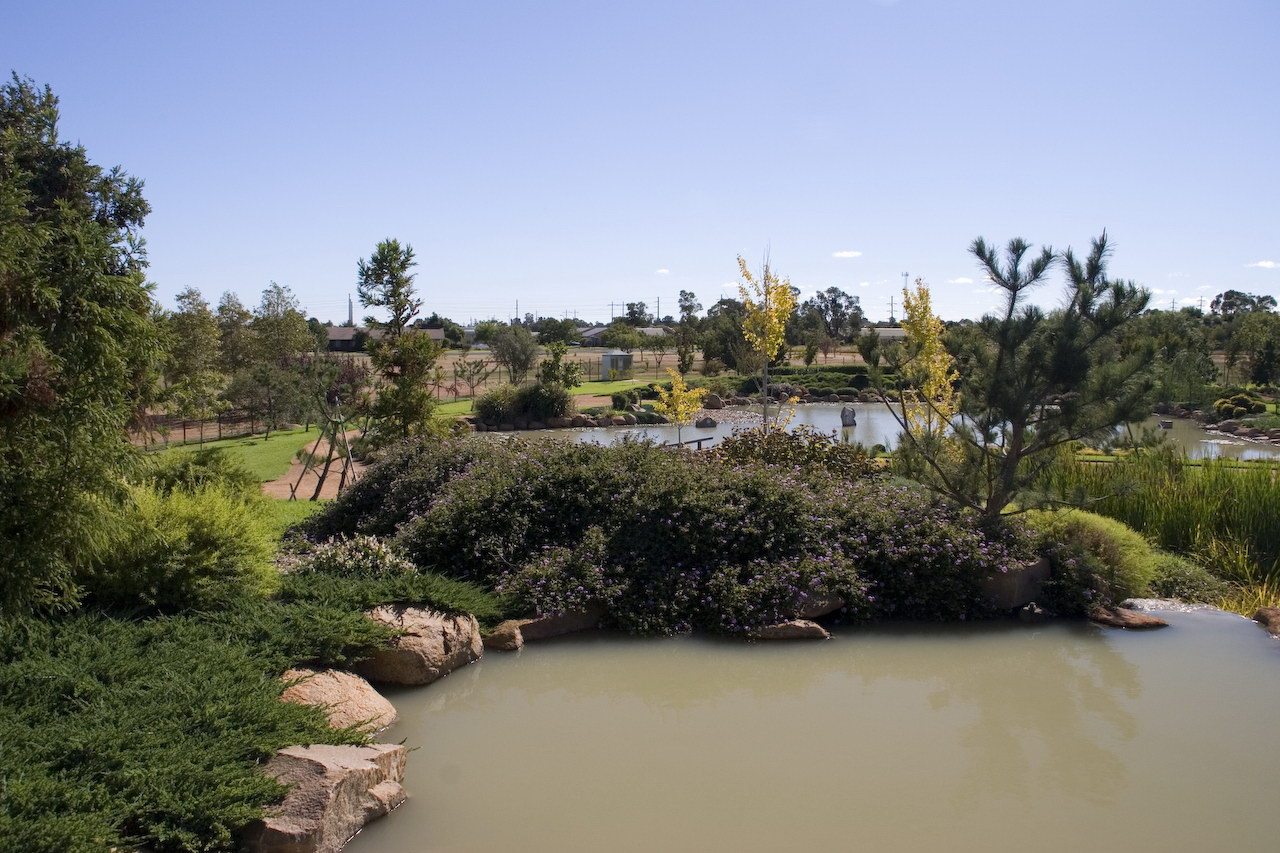
باغ ژاپنی در دابو.

دابو یا دوبو ‎/ˈdʌboʊ/‎ یکی از شهرهای استرالیاست. این شهر در ناحیه اورانا در ایالت نیو ساوت ولز قرار گرفته است و پرجمعیت‌ترین شهر این ناحیه است. جمعیت آن در سال ۲۰۱۴ برابر با ۳۶٬۶۲۲ نفر 2014 و جمعیت آن با حومه حدود ۱۳۰٬۰۰۰ نفر است. .
فاصله آن از سیدنی ۴۰۰ کیلومتر است؛ و در شمال غربی ایالت قرار گرفته ست. از طریق بزرگراه به بریزبن، نیوکاسل و از سمت غرب به بروکن هیل و آدلاید راه دارد.
دابو منطقه پربارشی است و در تقسیمات اداره هواشناسی استرالیا جزور منطقه پCentral West Slopes and Plains است.

## تاریخچه
شواهد زندگی بومیان استرالیایی در دابو قدمتی حدود ۴۰۰۰۰ سال را تأیید می‌کند.
اکسپلورر و نقشه‌بردار جان Oxley (1784-1828 متولد یورکشایرانگلستان) بود و اولین اروپایی گزارش در این منطقه در حال حاضر شناخته شده به عنوان دوببو در سال 1818. اول دائمی مهاجران اروپایی در منطقه بود انگلیسی متولد رابرت Dulhuntyبه عنوان یکی از ثروتمندترین شهروندان در استرالیا مستعمره در آن زمان است. وجود سوابق از مالکان متصرف بودن اجازه داده می‌شود به راه اندازی بزرگ گوسفند و گاو ایستگاه در این منطقه در سال ۱۸۲۴ اما این نمی‌شد حفظ شود. Dulhunty اشغال اموال شناخته شده به عنوان دوببو ایستگاه (تأسیس در سال 1828), از اوایل 1830s در یک چمباتمه اساس است. با عبور از چمباتمه قانون در سال ۱۸۳۶ او در زمان از یک مجوز در اموال.

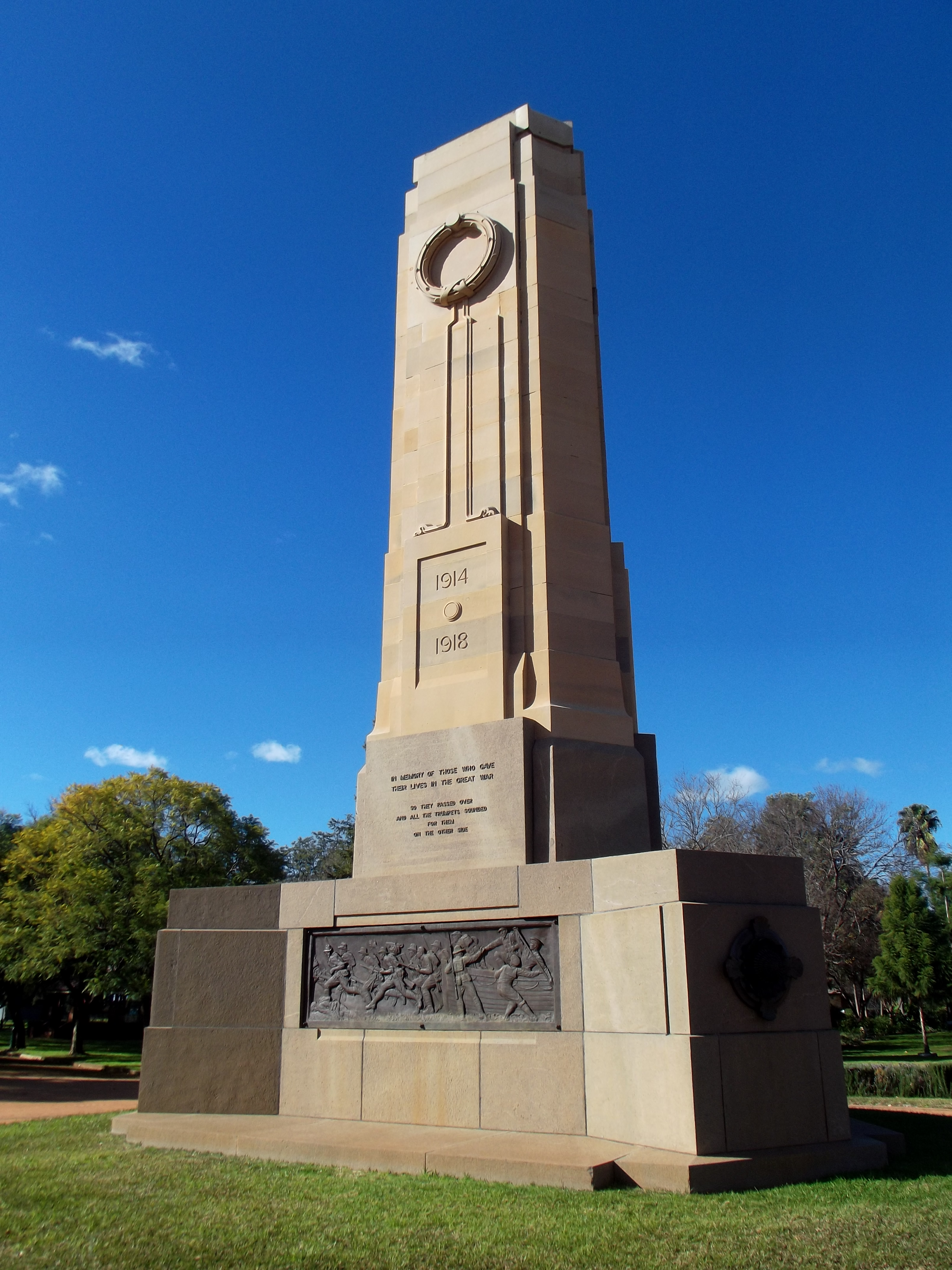
یادمان جنگ در دابو.

## جغرافیا

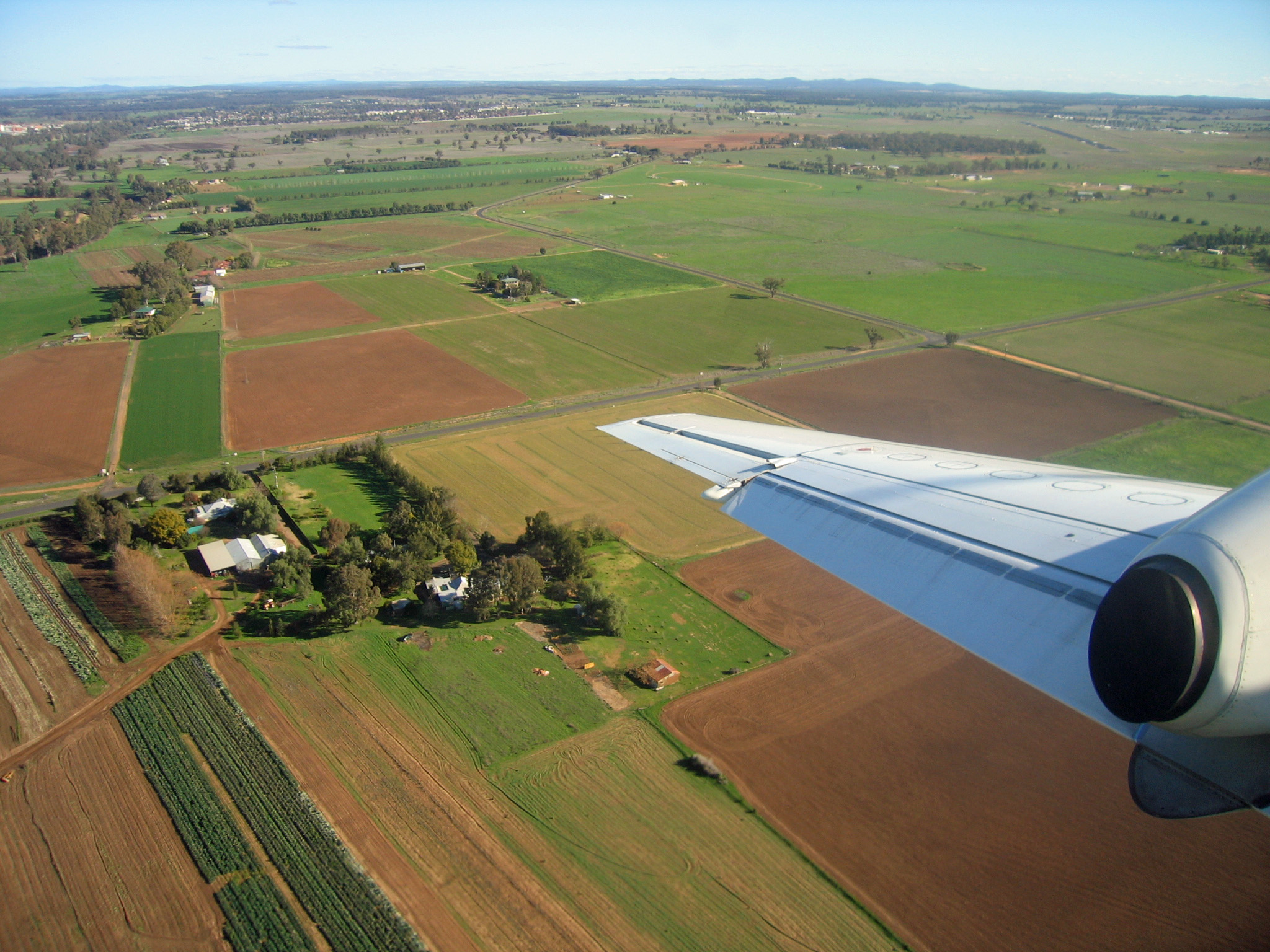
Plains of the Dubbo region, towards the Warrumbungles.

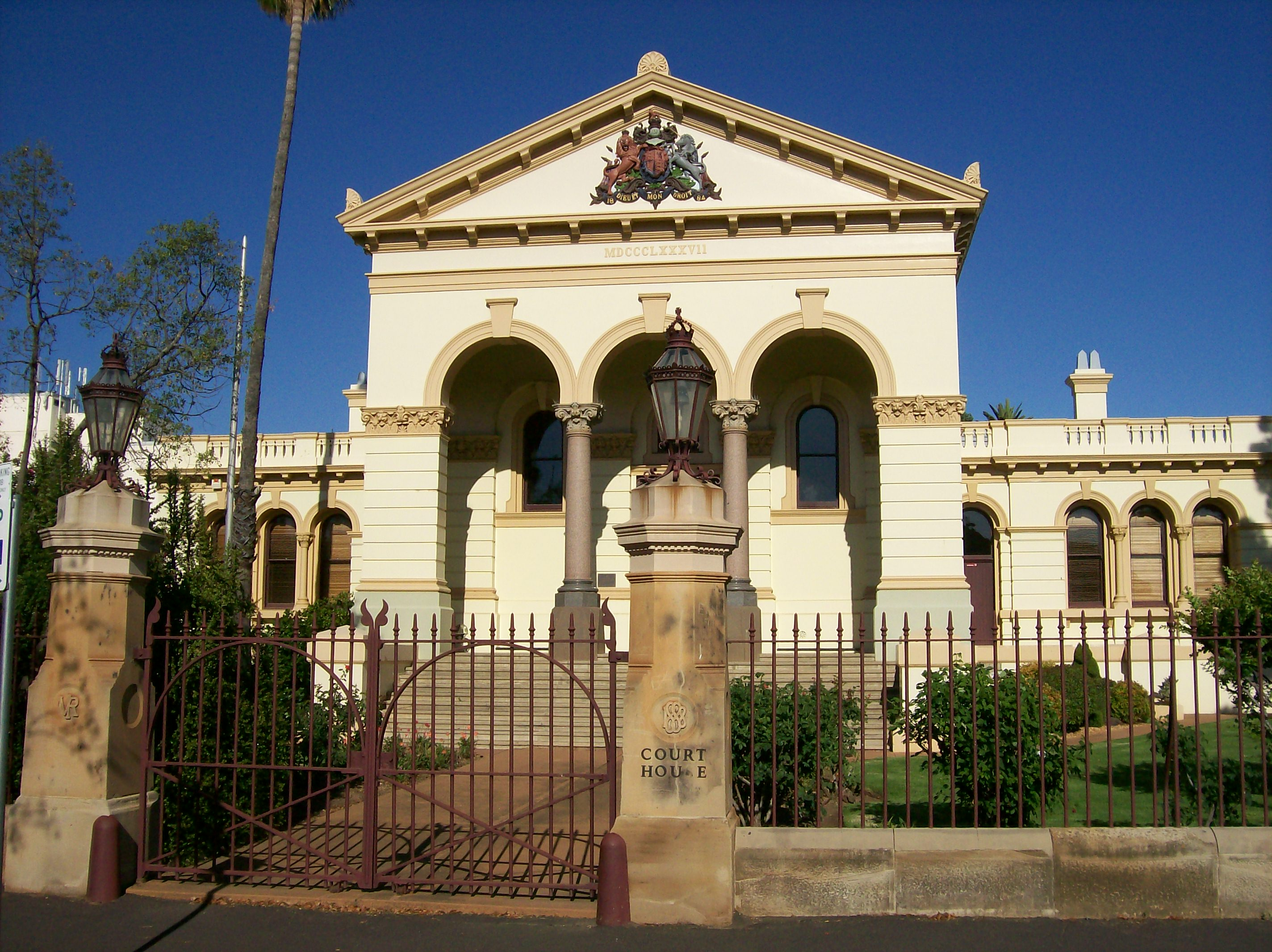
Courthouse
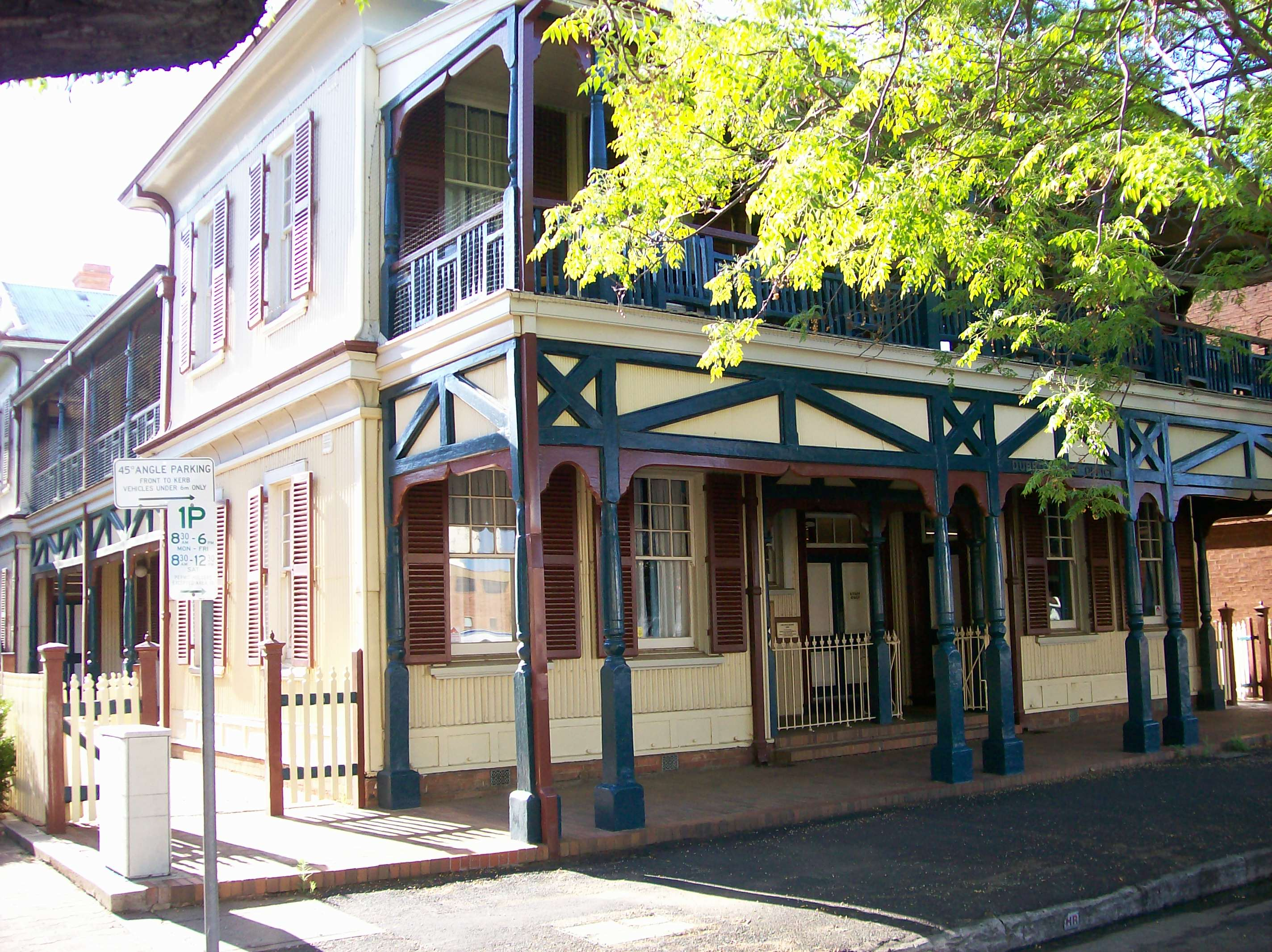
Lands Building
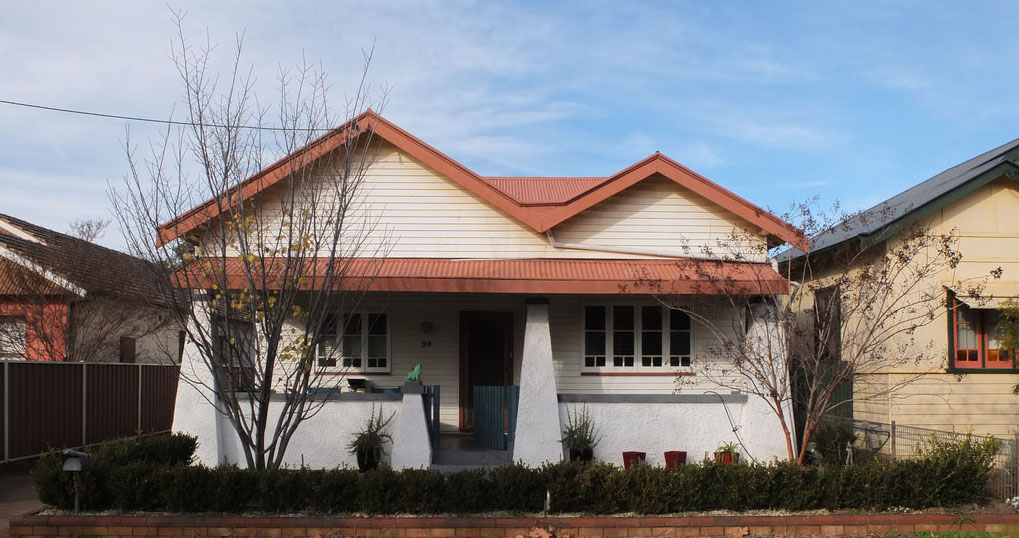
Bungalow
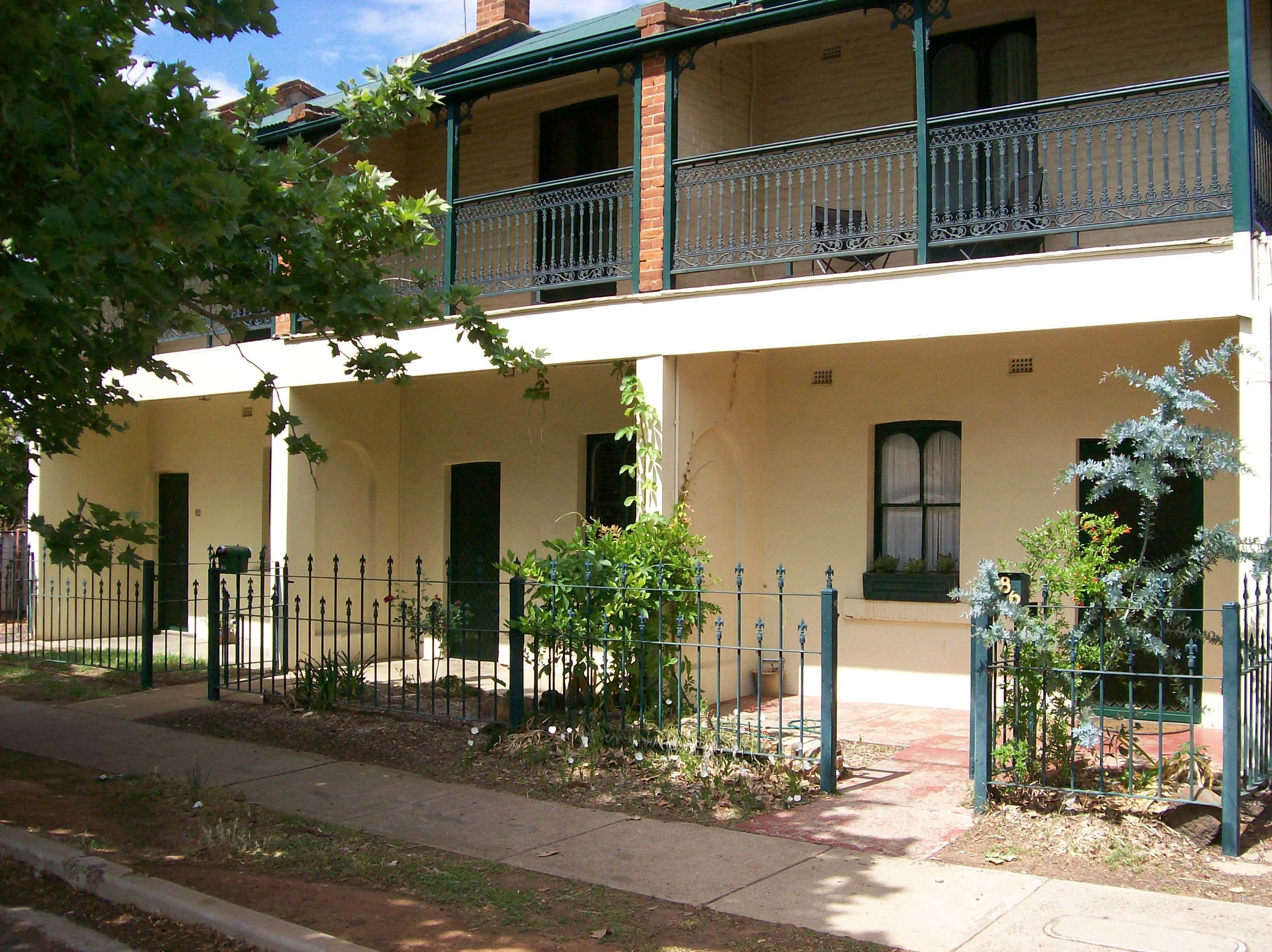
Victorian Terraces
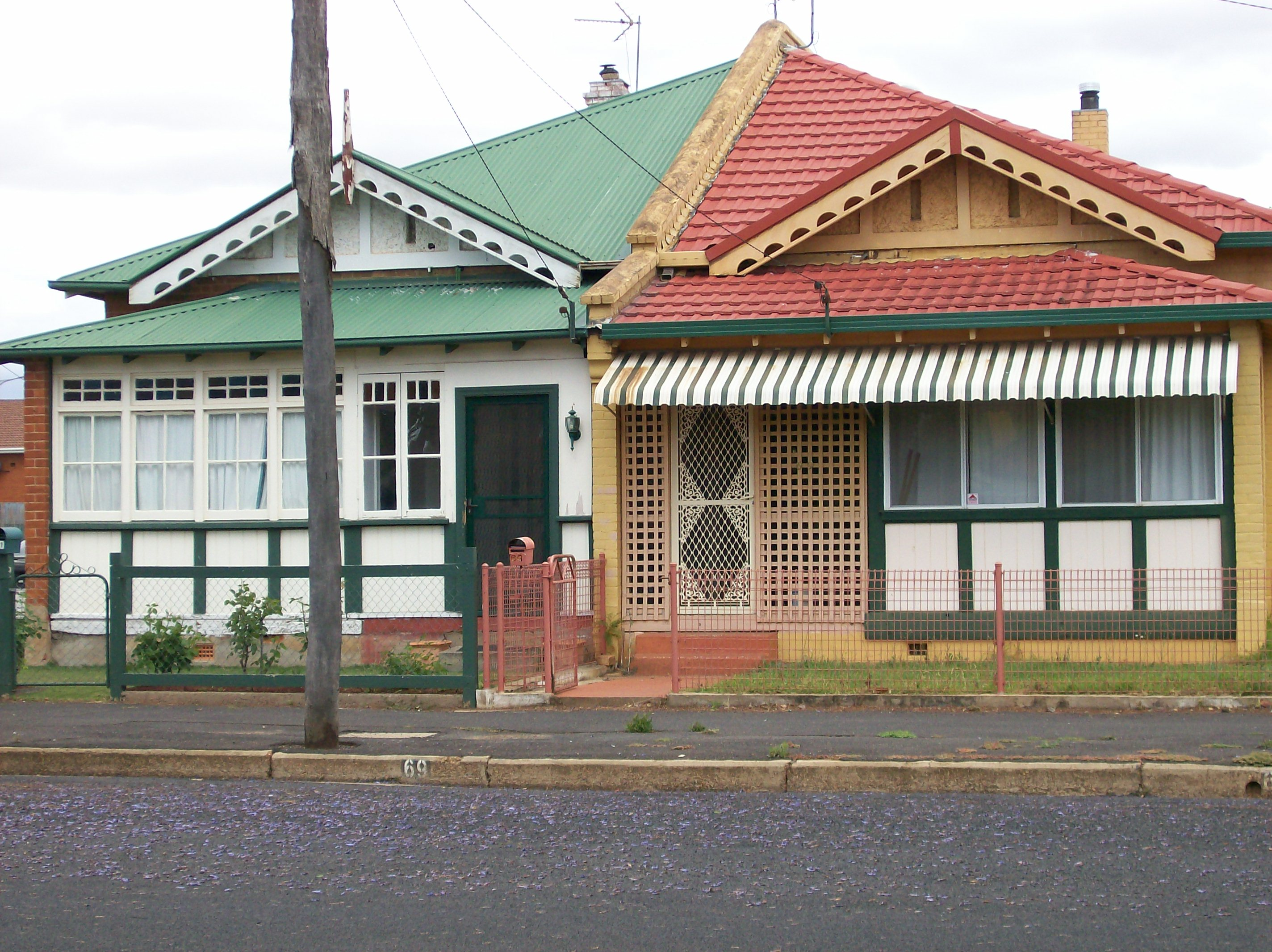
Edwardian 'Semis'

## حمل و نقل

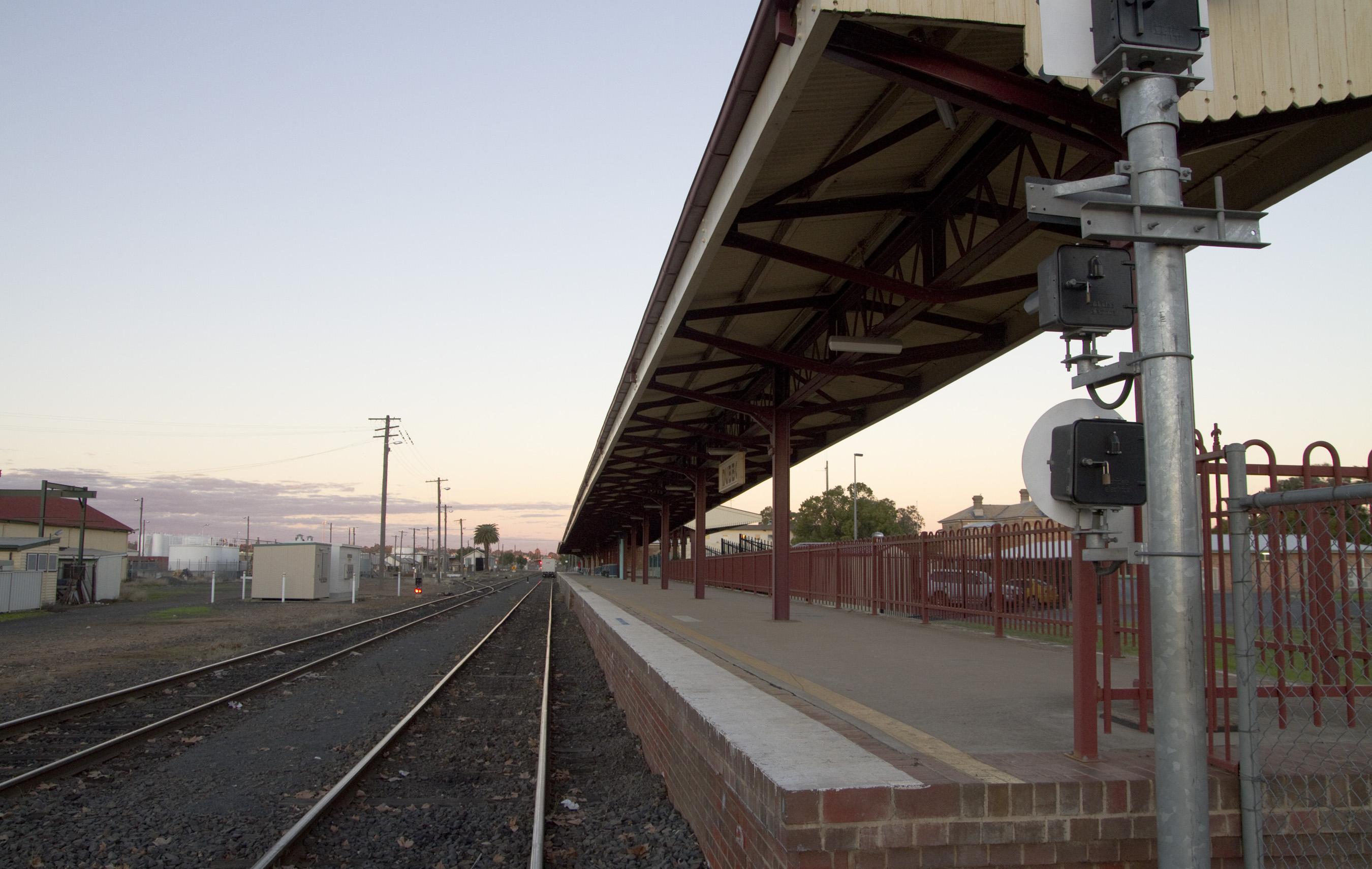
Dubbo railway station

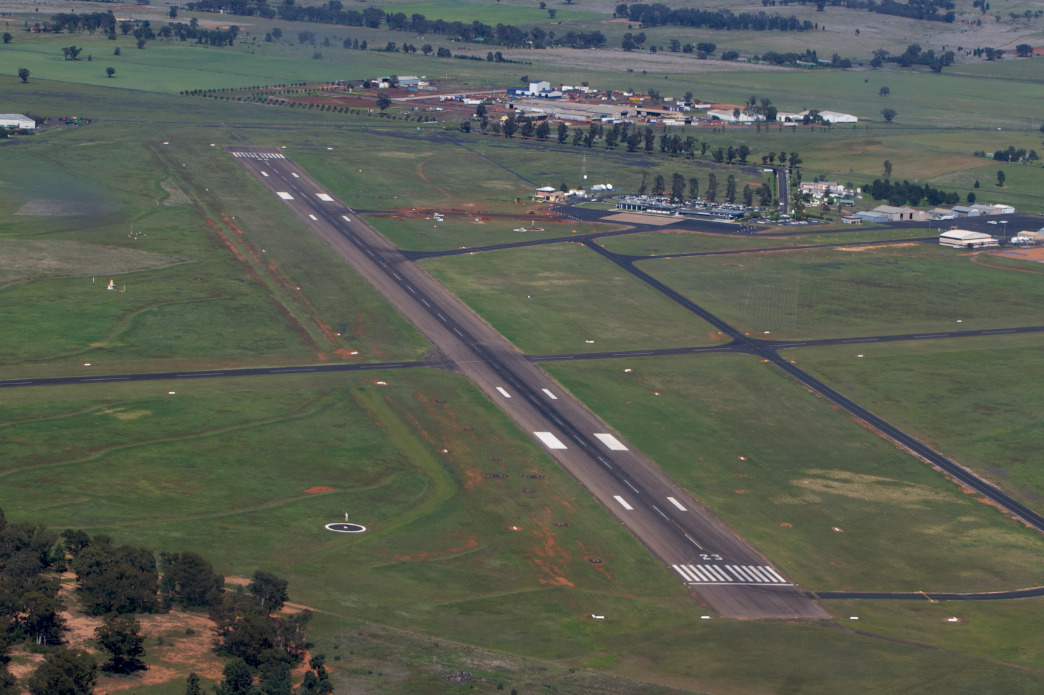
Dubbo Regional Airport

دابو دارای راه‌آهن و سرویس به سیدنی است.
فرودگاه دابوسیتی نیز در این شهر قرار دارد و پروازهایی به سیدنی، بریزبن، ملبورن و سایر مقاصد دارد. ارتباط جاده‌ای و سرویس‌های اتوبوسی نیز برای شهرهای یادشده و سایر شهرهای نزدیک برقرار است.